# Onorato Nicoletti
Onorato Nicoletti (Rieti, 21 de junho de 1872 – Pisa, 31 de dezembro de 1929) foi um matemático italiano.

## Formação e carreira
Nicoletti obteve a laurea em 1894 na Escola Normal Superior de Pisa. Em 1898 foi professor de cálculo infinitesimal na Universidade de Módena e Reggio Emília. Após dois anos retornou para Pisa, onde lecionou álgebra e depois, após a morte de Ulisse Dini, de cálculo infinitesimal.
Foi palestrante convidado do Congresso Internacional de Matemáticos em Roma (1908: Sulla riduzione a forma canonica di un fascio di forme biliari e quadratiche).

## Publicações selecionadas
- "Su un sistema di equazioni a derivate parziali del secondo ordine." Rendic. Acc. Lincei,(5) 4 (1895): 197–202.
- "Sulle condizioni iniziali che determiniano gli integrali della differenziali ordinazie Atti della R. Acc. Sc. Torino. 1898 (1897): 746–759.
- "Sulla teoria della convergenza degli algoritmi di iterazione." Annali di Matematica Pura ed Applicata (1898–1922) 14, no. 1 (1908): 1–32.
- "Sulla caratteristica delle matrici di Sylvester e di Bezout." Rendiconti del Circolo Matematico di Palermo (1884–1940) 28, no. 1 (1909): 29–32. doi:10.1007/BF03018209
- "Sulla equivalenza dei poliedri." Rendiconti del Circolo Matematico di Palermo (1884–1940) 37, no. 1 (1914): 47–75.
- with Eugenio Bertini and Luigi Bianchi: "Relazione sulla memoria di Albanese «Intorno ad alcuni concetti e teoremi fondamentali sui sistemi di curve d'una superficie algebrica»." Annali della Scuola Normale Superiore di Pisa-Classe di Scienze 14 (1922): XI–XV.
- "Un teorema di limite." Annali di Matematica Pura ed Applicata 1, no. 1 (1924): 91–104. doi:10.1007/BF02409915